# Sacha De Toni
Sacha De Toni, talvolta accreditato come Sasha De Toni (Roma, 20 luglio 1972), è un doppiatore italiano.

## Biografia
Ha frequentato la Scuola di teatro presso il conservatorio teatrale diretto da Gianni Diotajuti e Tonino Pierfederici (1998-2000). Attivo nel mondo del doppiaggio dal 1998, si segnala per avere doppiato J. D. Pardo nelle serie Revolution e Mayans M.C., oltre a Gaston nella trilogia cinematografica di Berserk - L'epoca d'oro.

## Doppiaggio

### Cinema
- Adam Nagaitis in The Last Duel
- Andrew Lee Potts in 1408
- Angelo Spizzirri in Detective a due ruote
- Asif Mandvi in Scrivimi una canzone
- Bradley Hall in Via dalla pazza folla
- Brendan Fehr in Final Destination
- Carmine Giovinazzo in Black Hawk Down - Black Hawk abbattuto
- Coco Hillary in Safety - Sempre al tuo fianco
- Daniel Rogers in Sideways - In viaggio con Jack
- Darien Martin in Flora & Ulisse
- Esteban Benito in Non è romantico?
- Fred Cross in Love & Mercy
- Jay Baruchel in Quasi famosi
- Jamie Harding in United 93
- Joey Romaine in Cinquanta sbavature di nero
- Jonathan Yunger in The Outpost
- Josh Yadon in Tracers
- Kris Park in Drive Me Crazy
- Kristopher Higgins in Devil's Knot - Fino a prova contraria
- Krzysztof Zalewski in Autumn Girl
- Leigh Whannell in Aquaman
- Max Kasch in Il coraggio di vincere
- Merryn Owen in Billy Elliot
- Michael Ziegfeld in 27 volte in bianco
- Michiel Huisman in Wild
- Patrick Garrow in Stonewall
- Russell Brand in Non mi scaricare
- Tom Cruise in Amore senza fine (ridoppiaggio)
- Tyler Forrest in Dark Places - Nei luoghi oscuri
- Billy Bryk in Saturday Night

### Film d'animazione
- Gaston in Berserk - L'epoca d'oro - Capitolo 1: L'uovo del Re Dominatore, Berserk - L'epoca d'oro - Capitolo 2: La conquista di Doldrey, Berserk - L'epoca d'oro - Capitolo 3: L'avvento
- Bud Ditchwater in Bee Movie
- Hank in Angry Birds 2 - Nemici amici per sempre
- Luke in Scooby-Doo! Paura al campo estivo
- M-O in WALL•E
- Nabu in Winx Club 3D - Magica avventura
- Uomo Talpa e Patata ne I Simpson - Il Film

### Serie televisive
- Aras Aydın in Cherry Season - La stagione del cuore, Tradimento, La notte nel cuore
- J. D. Pardo in Revolution, Mayans M.C.
- Adam Crosby in Greek - La confraternita
- Adam Hendershott in Veronica Mars
- Alan R. Rodriguez in White Collar
- Alex Gonzalez in Paso adelante
- Brando Eaton in La vita segreta di una teenager americana
- Christopher Denham in Manhattan
- Cody Longo in Make It or Break It - Giovani campionesse
- Dane DeHaan in Patricia Cornwell - Al buio
- Engin Öztürk in The Protector
- Fred Bufanda in Veronica Mars
- Iain Belcher in Radio Rebel
- Jordan Belfi in Hawaii Five-0
- Joe Dempsie in Il Trono di Spade
- Joseph Millson in Moon Knight
- Serkan Tinmaz in Happiness
- Julian Bonfiglio in Better Call Saul
- Jordan Heghes in Ace Lightning
- Joshua Gomez in Invasion
- Joshua Mikel in The Walking Dead
- Mark Ubermann in Band of Brothers - Fratelli al fronte
- Nick Lashaway in Life as We Know It
- Oliver Morellón in Fisica o chimica
- Patrick Cavanaugh in Mad Men
- Paul Pantano in The Pacific
- Remington Franklin in Alien Apocalypse
- Shayn Solberg in Eureka
- Tokala Black Elk in Yellowstone
- William Smillie in APB - A tutte le unità

### Serie animate
- Patata (st. 16+), Hans l'Uomo Talpa (st. 17-29), Karney e Teenager ne I Simpson
- Aoba in Beastars
- Eugene "Flash" Thompson in Spectacular Spider-Man
- Mark "Baby" Cakes in China, IL
- Nabu in Winx Club
- Nosey in Dalila & Julius
- Luke in The Replacements - Agenzia sostituzioni
- Rex in Generator Rex
- Sid in Hey, Arnold!
- Shishiba in Sakamoto Days
- Silver Surfer in Super Hero Squad Show
- Taylor in Un cane di classe
- Tsuku Tsu in Dr. Slump
- Wade in Kick Chiapposky - Aspirante stuntman
- Dermott Fictel in The Venture Bros.
- Thor in Record of Ragnarok
- Chiaki in Uncle From Another World
- Liquidator in DuckTales

### Videogiochi
- M-O in Wall•E (2008)[5]